# Podziemia Tarnogórsko-Bytomskie
Podziemia Tarnogórsko-Bytomskie – jeden z największych w Polsce i Europie systemów podziemnych wyrobisk, będący pozostałością po wielowiekowej eksploatacji kruszców srebronośnych w kopalni Fryderyk w obrębie Garbu Tarnogórskiego.
Podziemia dawnej kopalni kruszcu obejmujące układ sztolni, chodników, wyrobisk i szybów pod Tarnowskimi Górami i okolicami, które wraz z zachowanymi urządzeniami technicznymi dokumentują działalność górnictwa kruszcowego od ok. XV wieku, wpisany został 26 kwietnia 1955 roku do rejestru zabytków województwa stalinogrodzkiego (nr rej. A/442/55), a ponownie 28 maja 1966 roku do rejestru zabytków województwa katowickiego (nr rej. A608/66).
Rozporządzeniem Prezydenta Rzeczypospolitej Polskiej z dnia 14 kwietnia 2004 r. Tarnowskie Góry — podziemia zabytkowej Kopalni Rud Srebronośnych oraz Sztolni Czarnego Pstręga wpisane zostały na listę pomników historii.

## Historia
Pierwsze wzmianki o wydobyciu kruszców na ziemi tarnogórskiej pochodzą z bulli Innocentego II z 1136 roku, a dokumenty z 1247 roku dokładnie wskazują na wydobycie galeny w okolicach Rept, co czyniło ziemię tarnogórską jednym z najstarszych ośrodków górniczych w Europie. W tamtym okresie eksploatacja prowadzona była małymi szybami o przekroju kwadratowym bądź też okrągłym, których średnica nie przekraczała jednego metra. Ze względu na zawodnienie obszaru prace prowadzono głównie na wzniesieniach, stąd liczne pozostałości średniowiecznej eksploatacji można spotkać na okolicznych wzniesieniach i pagórkach, np. na Suchej Górze oraz Srebrnej Górze.
Na przełomie XV i XVI w. nastąpił pierwszy zastój górnictwa tarnogórskiego. Miał on związek prawdopodobnie z wyczerpaniem się płytko położonych złóż. W połowie XVI w. ze względu na przypadkowe odkrycie wychodni galeny ponownie doszło do ożywienia wydobycia, był to okres największego rozkwitu górnictwa, jak i samego miasta Tarnowskie Góry. Największe natężenie prac miało miejsce w latach 1556–1559, kiedy to rocznie mogło powstać nawet 2500 nowych szybów. Średnia produkcja ołowiu z rud tarnogórskich wynosiła około 600-800 ton rocznie, a w okresie największej prosperity sięgnęła 3000 ton. Rudy te byłe bogate w srebro (zawartość procentowa tego pierwiastka sięgała 0,1–3%), notowane były także przypadki znajdowania samorodków srebra.

## Otoczenie przyrodnicze i kulturowe
Podziemia Tarnogórsko-Bytomskie powstały w wyniku eksploatacji górniczej trwającej od XII do XX w. Powstałe w ten sposób sztolnie oraz szyby, chodniki, komory i wybierki, których długość wynosi ponad 300 km, stały się największym na Górnym Śląsku stanowiskiem zimowania nietoperzy. Występowanie w podziemiach gatunków nietoperzy ujętych w załączniku II dyrektywy siedliskowej stało się powodem objęcia tego terenu ochroną jako ostoja Natura 2000 Podziemia Tarnogórsko-Bytomskie (kod PLH240003) obejmujący powierzchnię 3490,8 ha. Przyrodnicy oznaczyli na tym terenie 10 gatunków nietoperzy, m.in. nocka dużego i nocka Bechsteina. W południowej części nieczynnego wyrobiska Blachówka, w ścianie eksploatacyjnej znajdują się otwory wlotowe, którymi nietoperze przemieszczają się z podziemi na zewnątrz. Pełnią one również funkcję otworów wentylacyjnych dla systemu podziemnych korytarzy.

## Obiekt UNESCO
Podziemia Tarnogórsko-Bytomskie były jednym z obiektów zgłoszonych przez Ministerstwo Kultury i Dziedzictwa Narodowego na wniosek Stowarzyszenia Miłośników Ziemi Tarnogórskiej do wpisu na listę światowego dziedzictwa UNESCO.
Wpisu na listę dokonano podczas 41. sesji Komitetu Światowego Dziedzictwa w Krakowie 9 lipca 2017.